# Mizrana
Mizrana (în arabă مزرانة) este o comună din provincia Tizi Ouzou, Algeria.
Populația comunei este de 9.469 de locuitori (2008).